# Запорізький табір НКВС
Запорізький табір військовополонених — табір для захоплених у полон у ході агресії СРСР проти Польщі офіцерів і солдатів польської армії. Утворений у жовтні 1939 року в Запоріжжі, в районі Павло-Кічкас. Налічував понад 1600 бранців, 65% із яких були етнічними поляками. 
Ув’язнених НКВС планував залучити до праці на дуже важливому для радянської військової промисловості підприємства — металургійному комбінаті «Запоріжсталь». Проте вже у січні 1940 р., згідно зі звітом Управління НКВС Запорізької області, полонені масово відмовлялися від роботи, від отримання зарплатні та навіть від їжі. Основною причиною саботажу називалося те, що 61% військовополонених (982 особи з 1604) походили з території, яка після поразки Польщі відійшла до Німеччини, а отже, на думку запорізьких енкаведистів, «пов'язані із закордоном родинними й господарськими відносинами, ніколи не погодяться на тривале добровільне перебування у СРСР». На доказ цього наводилися дані, що у запорізькому таборі, доки полоненим не розповідали про постійне працевлаштування у Запоріжжі, вони працювали досить добре й «відмовників» було вкрай мало. Але, почувши розмови про наміри залишити їх тут на тривалий строк для роботи на «Запоріжсталі», в’язні почали масово відмовлятися від роботи та вимагали повернути їх додому. У відповідь на це НКВС вдався до репресій, насамперед затримавши призвідників відмови від роботи, та підсадивши сексотів до полонених, щоб переконати загал вийти на працю. Але згуртовані етнічно польські бранці не піддавалися і далі відмовлялися від роботи. 
Ще однією проблемою стали втечі полонених. Якщо впродовж листопада і грудня 1939 р. була тільки одна втеча, влаштована трьома полоненими, яких пізніше спіймали, то вже в другій половині січня 1940 р. трапилося три втечі (втекли шість полонених, із них затримали чотирьох). До того ж поляки відверто казали, що із потеплінням почнуть тікати частіше. 
Зрештою, енкаведисти зробили висновок про помилковість ставки на виконання робіт полоненими іноземцями в умовах промислових об’єктів. Тому до вирішення долі бранців їх почали використовувати на підконвойних роботах в умовах закритого табору, при цьому розділивши на дві частини: ізолювали тих, родичі яких проживали на території, що відійшла до СРСР — Західній Україні та Західній Білорусі. Полонені з цих нещодавно захоплених територій, як вважало керівництво обласного управління НКВС, могли бути закріплені на роботах у промисловості, оскільки мали всі шанси для спільного проживання з родиною, а отже, і стимул до заробітку. Водночас було відзначено негативну тенденцію: більшість полонених використовувалася не на кваліфікованих роботах, а як підсобники (вантажники, прибиральники, чорнороби).
З огляду на відмову поляків від примусової праці на «Запоріжсталі» у рапорті, підписаному начальником УНКВС Запорізької області, капітаном держбезпеки Горбанем, містилася рекомендація брати до уваги професійний склад військовополонених при закріпленні їх у тій чи іншій галузі промисловості і при цьому не згадувалося про жахливі умови життя і праці військовополонених. 
Табір існував до весни 1940 року, у травні його ліквідували, а в’язнів етапували на крайню північ будувати залізницю за полярним колом.	

## Національний склад військовополонених Запорізького табору НКВС
| Українці | Білоруси | Поляки | Євреї | Литовці | Росіяни | Німці | Чехи | Латиші | Татари | Разом |
| -------- | -------- | ------ | ----- | ------- | ------- | ----- | ---- | ------ | ------ | ----- |
| 62       | 363      | 1039   | 99    | 8       | 5       | 5     | 1    | 1      | 1      | 1584  |
| 4,0 %    | 23,0 %   | 65,0 % | 6,2 % | -       | -       | -     | -    | -      | -      | 100 % |